# Rincón de Sánchez, Michoacán
Rincón de Sánchez är en ort i Mexiko.   Den ligger i kommunen Tuxpan och delstaten Michoacán de Ocampo, i den södra delen av landet, 140 km väster om huvudstaden Mexico City. Rincón de Sánchez ligger 1 759 meter över havet och antalet invånare är 176.
Terrängen runt Rincón de Sánchez är huvudsakligen kuperad. Rincón de Sánchez ligger nere i en dal som går i nord-sydlig riktning. Runt Rincón de Sánchez är det ganska tätbefolkat, med 116 invånare per kvadratkilometer. Närmaste större samhälle är Heróica Zitácuaro, 19,1 km sydost om Rincón de Sánchez. Omgivningarna runt Rincón de Sánchez är en mosaik av jordbruksmark och naturlig växtlighet.